# Doha-ronde

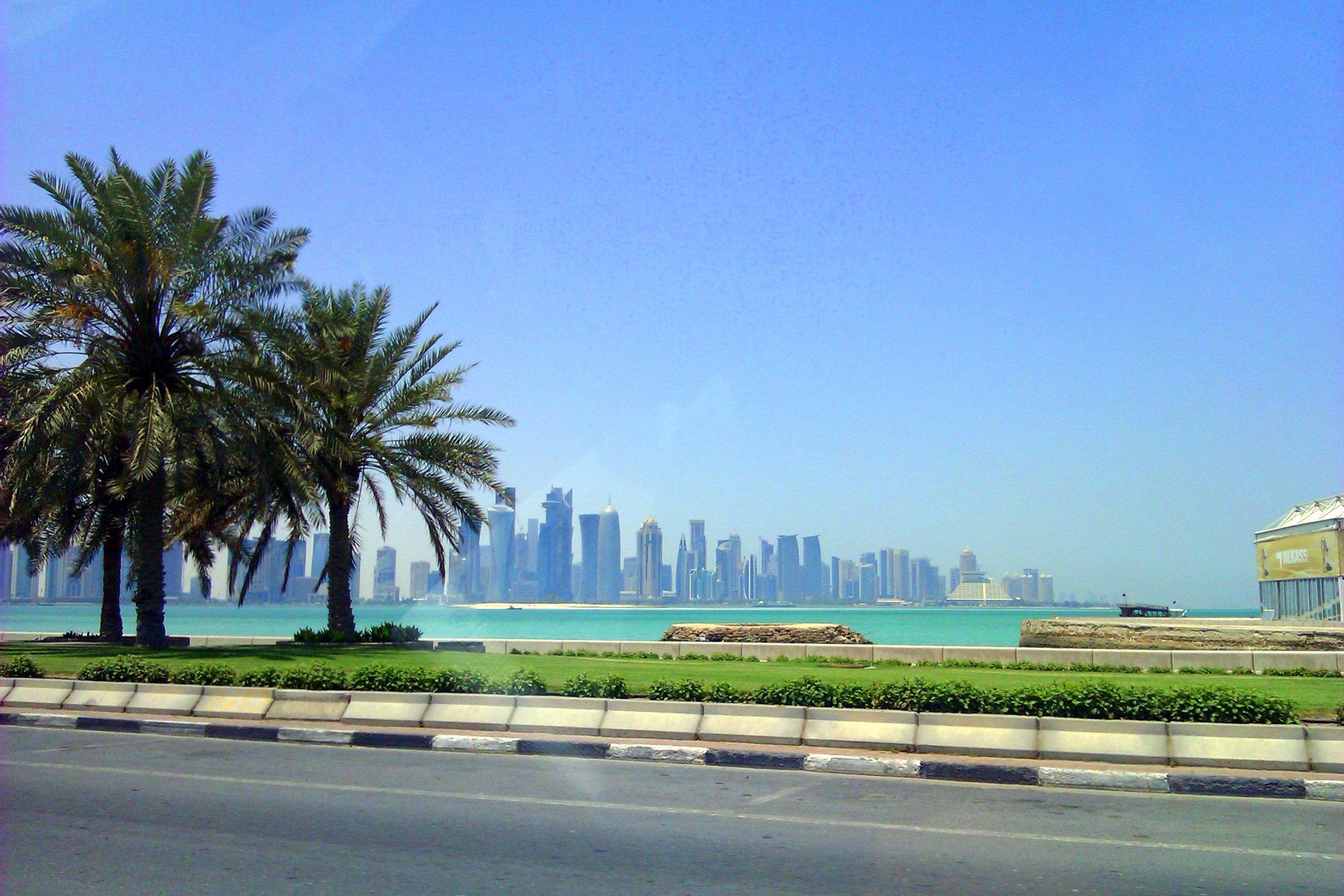
Doha in Qatar, waar in 2001 de onderhandelingen over eerlijkere handelsafspraken gestart zijn

De Doha-ronde is de negende onderhandelingsronde tussen verschillende landen georganiseerd door de Wereldhandelsorganisatie (WTO) met als doel handelsbarrières in de wereld op te heffen en vrije internationale handel mogelijk te maken. 

## Opzet
Aan de Doha-ronde nemen 141 verschillende landen deel. De ronde is in november 2001 gestart in de hoofdstad van Qatar Doha (vandaar de naam van deze ronde).
De ronde zou eigenlijk Millenniumronde moeten heten en beginnen in 1999 op de ministeriële conferentie van de WHO. Dit werd geweigerd door enkele ontwikkelingslanden. De Doha-ontwikkelingsagenda verplichtte de deelnemende landen namelijk hun agrarische en industriële markten open te stellen. Tegenstanders, meestal andersglobalisten, beschuldigen deze ronde ervan een systeem uit te bouwen van handelsregels die nadelig zouden zijn voor ontwikkelingslanden.
De ronde had eigenlijk beëindigd moeten zijn in 2006, maar in 2008 waren de Europese Unie, de Verenigde Staten, China, India en Brazilië het nog niet eens. Een overeenkomst, die de positie van boeren in ontwikkelingslanden verbetert, leek verder weg dan ooit.
De belangen die een belangrijke rol spelen zijn:
- Verlaging invoertarieven voor landbouwproducten (EU-eis)
- Vermindering subsidies voor boeren (VS-eis => tegen EU)
- Toename handel in industriële diensten (India en Brazilië-eis)

## Bali 2013
Uiteindelijk werd in december 2013 een akkoord bereikt: op de 9e ministerconferentie op Bali (Indonesië) werd het Wereldhandelsakkoord van Bali (Bali Package) afgesloten. Het handelsakkoord verkreeg de instemming van alle 159 leden van de organisatie (de EU onderhandelt als één blok). Het was het eerste nieuw akkoord in het bijna 20-jarige bestaan van de WHO dat kon worden afgesloten: het zogenaamde Trade Facilitation-akkoord betreft een vereenvoudiging van douaneprocedures.

## Nairobi 2015
Op 19 december 2015 werd in Nairobi de 10e ministerconferentie afgesloten met het Pakket van Nairobi, dat onder meer in gunstmaatregelen voor de landbouw in ontwikkelingslanden voorziet.